# Biskupi konstantynowscy

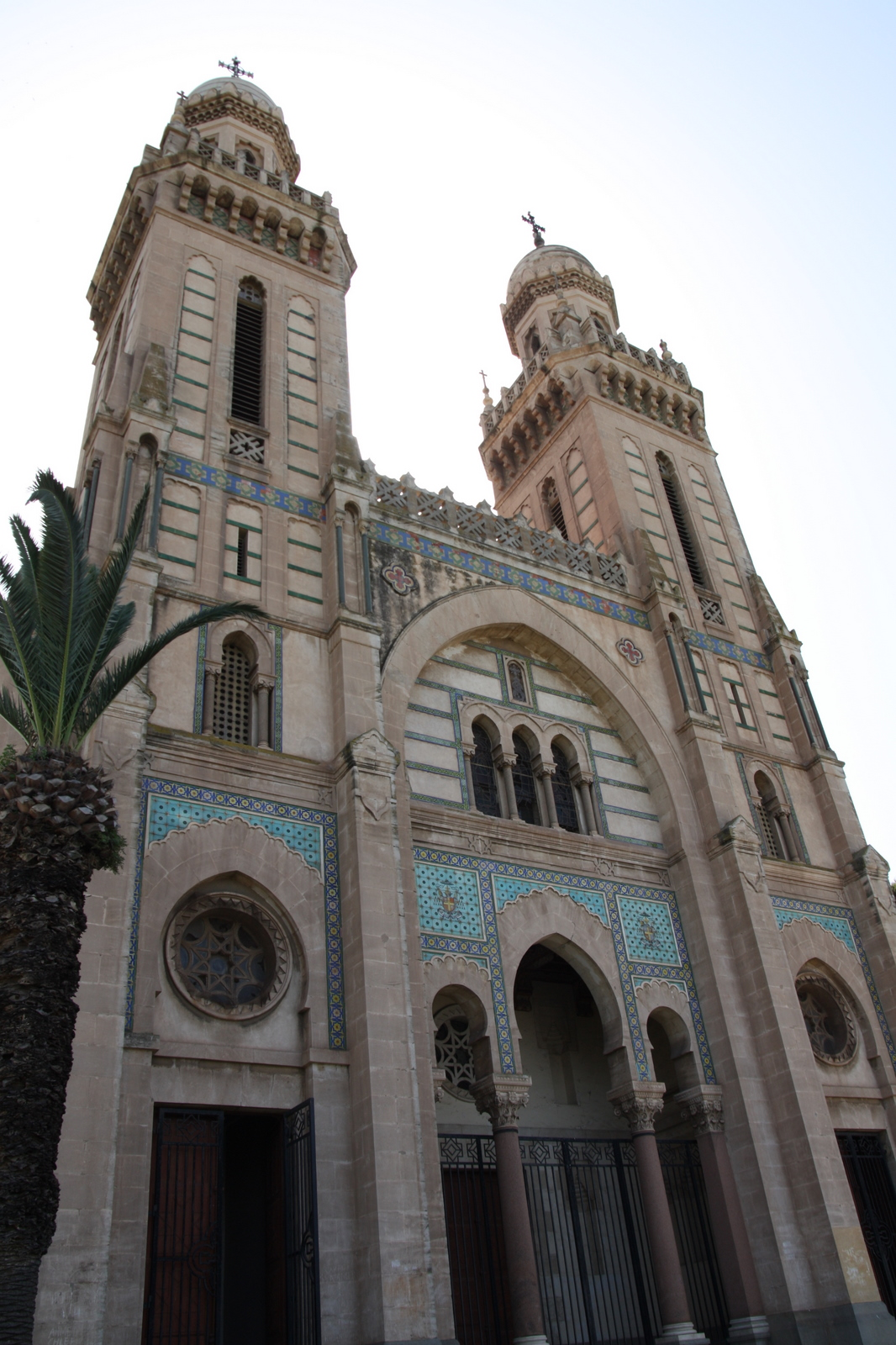
Katedra św. Augustyna w Annabie

Biskupi konstantynowscy lista biskupów Kościoła katolickiego, będących ordynariuszami i sufraganami w diecezji konstantynowskiej.

## Ordynariusze
- 1867-1870: bp Félix-Joseph-François-Barthélemy de Las Cases
- 1872-1878: bp Joseph-Jean-Louis Robert
- 1878-1880: bp Prosper Auguste Dusserre
- 1881-1892: bp Barthélemy Clément Combes
- 1894-1896: bp Ludovic-Henri-Marie-Ixile Julien-Laferrière
- 1896-1913: bp Jules-Etienne Gazaniol
- 1913-1916: bp Jules-Alexandre-Léon Bouissière
- 1917-1923: bp Amiel-François Bessière
- 1924-1945: bp Emile-Jean-François Thiénard
- 1946-1954: bp Léon-Étienne Duval
- 1954-1970: bp Paul-Pierre-Marie-Joseph Pinier
- 1970-1983: bp Jean Baptiste Joseph Scotto
- 1983-2008: bp Gabriel Piroird
- 2008-2016: bp Paul Desfarges SJ
- 2020-2024: bp Nicolas Lhernould
- od 2025: Michel Guillaud (nominat)